# Innuendo (песен)
„Innuendo“ (на български: „Инсинуация“) е песен на британската рок група Куийн издадена в албума Innuendo от 1991 г. Това е заглавната песен от албума със същото име и е първият сингъл от него. С продължителност от шест и половина минути, това е една от най-дългите песни на Куийн, и техният най-дълъг издаден сингъл, с 35 секунди повече от „Bohemian Rhapsody“. Сингълът дебютира под номер 1 в британската класация за сингли. Песента съдържа фламенко раздел, изпълняван от китариста на Йес Стив Хоу и Брайън Мей, както и оперен антракт, който връща песента към по-старите записи на Куийн. Секциите, в които се срещат хевиметъл текстове, са вдъхновени отчасти от болестта на Фреди Меркюри. Песента е придружена от музикален видеоклип с участието на анимирани представяния на групата на близък екран, в който се появяват кадри от филма 1984, клипът е описан като една от най-тъмните и най-вълнуващи творби на групата. „Олмюзик“ описва песента като „превъзходен епос“, който се занимава с „неспособността на човечеството да живее хармонично“.

## Състав
- Фреди Меркюри: водещи и беквокали, пиано
- Брайън Мей: китари, беквокали, пиано
- Роджър Тейлър: барабани, перкусия, беквокали,
- Джон Дийкън: бас

## Позиция в сингъл-класациите
| Страна (1991)  | Позиция | Седмици |
| -------------- | ------- | ------- |
| Австралия      | 28      | 6       |
| Австрия        | 12      | 10      |
| Нидерландия    | 4       | 11      |
| Германия       | 5       | 16      |
| Ирландия       | 4       | 4       |
| Италия         | 4       | ?       |
| Нова Зеландия  | 10      | 8       |
| Швейцария      | 3       | 12      |
| Великобритания | 1       | 6       |
| САЩ            | 17      | ?       |